# Linthelles
Linthelles ist eine französische Gemeinde mit 105 Einwohnern (Stand 1. Januar 2022) im Département Marne in der Region Grand Est. Sie gehört zum Kanton Sézanne-Brie et Champagne und zum Arrondissement Épernay. 

## Nachbargemeinden
| Péas                   | Saint-Loup                                  | Linthes |
| Sézanne                | Kompassrose, die auf Nachbargemeinden zeigt | Pleurs  |
| Saint-Remy-sous-Broyes | Gaye                                        |         |

## Bevölkerungsentwicklung

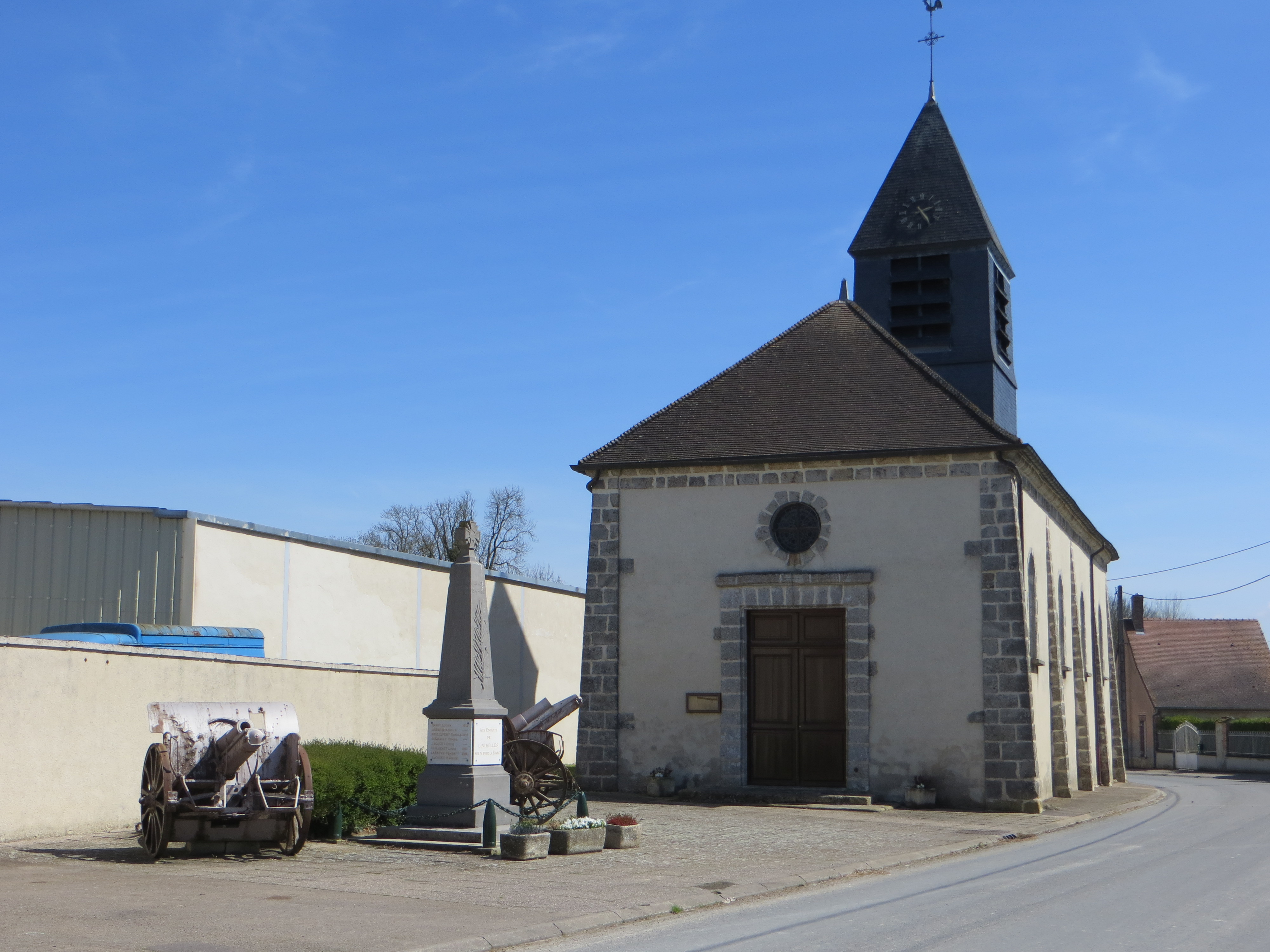
Kriegerdenkmal und Kirche Saint-Memmie

| Jahr                       | 1962 | 1968 | 1975 | 1982 | 1990 | 1999 | 2008 | 2018 |
| -------------------------- | ---- | ---- | ---- | ---- | ---- | ---- | ---- | ---- |
| Einwohner                  | 153  | 138  | 117  | 120  | 117  | 130  | 115  | 107  |
| Quellen: Cassini und INSEE |      |      |      |      |      |      |      |      |